# Điện thờ

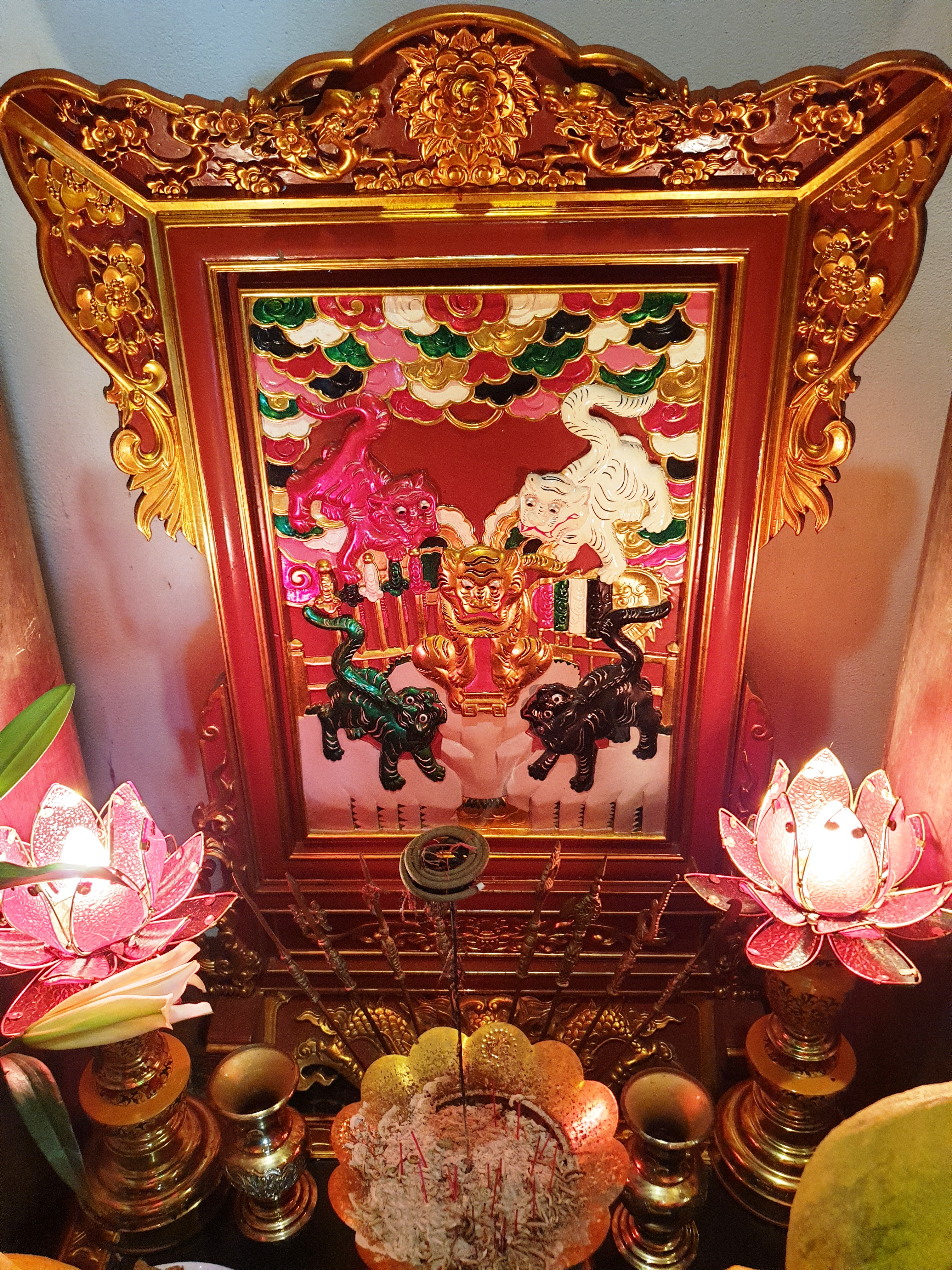
Khám thờ Ngũ hổ

Điện thờ là một hình thức của Đền, nơi thờ Thánh, Phật, Mẫu, Tam tứ phủ, các vị thần trong tín ngưỡng dân gian của Việt Nam. Điện thờ có quy mô nhỏ hơn Đền và Phủ thờ, lớn hơn Miếu Thờ. Ngoài ra, điện còn là sảnh đường cao lớn nơi chỗ Vua Chúa ở, Thần Thánh ngự. Điện thờ có thể của cộng đồng hoặc tư gia. Trên bàn thờ điện (Ban thờ) thường có ngai, bài vị, khám thờ, tượng chư vị thánh thần và các đồ thờ khác như: tam sơn, bát hương, cây nến (bộ tam sự), đài, lọ hoa, vàng mã, khánh

## Bài liên quan
- Phủ thờ